# أليكس غروف
أليكس غروف (بالإنجليزية: Alex Grove)‏ هو لاعب اتحاد الرغبي بريطاني، ولد في 30 نوفمبر 1987 في سوليهل في المملكة المتحدة.